# 漢語音節結構
漢語音節結構，指的是從不同角度出發採取不同方法對漢字字音的構成所做的分析。漢語音節在通常情況下指的就是一個漢字的字音，如「上、中、下、天、地、人」每個漢字就是一個音節。特殊的情況，如北京話兒化韻的「門兒」、「聲兒」等，是兩個漢字構成一個音節，又如後起的單位字「瓩、兛」等，是一個漢字包含兩個音節。

## 傳統分析法
從傳統的漢字注音方法反切的角度出發，一個漢語音節可分成聲、韻兩部分，如「東，『德紅切』」，反切上字「德」表聲母「端」，反切下字「紅」表韻母[uŋ] 和聲調之平聲——韻母、聲調合稱爲“韻”。
一個字音又可分爲「聲」、「韻」、「調」三部分，或者叫做「聲母」、「韻母」和「聲調」。如：「流連」二字聲母和聲調相同，韻母不同；「抖擻」二字韻母和聲調相同，聲母不同；「買賣」二字，聲母和韻母相同，聲調不同。

## 五音位
從音位的角度出發，對現代漢語諸方言和宋、元以來的近古漢語，可將一個漢字的字音分成五個音位。劉復把一個字音比喻成一種生物，按發音的先後順序將這五個音位命名爲：頭、頸、腹、尾、神。將其翻譯成現代音韻學習慣的說法就是：聲母（頭）、介音或韻頭（頸）、韻腹（腹）、韻尾（尾）和聲調（神）。
漢語音節構成中的五個音位，只有韻腹和聲調是必需的，其他音位可有可無。也就是說：
- 有的漢字的字音可以沒有聲母，如北京話的「彎」字，介音爲-u-，韻腹爲-a-,韻尾爲-n，聲調爲陰平，沒有聲母。對沒有聲母的字音有時候也說成帶零聲母；
- 有的漢字的字音沒有介音，如梅州話的「塔」字，聲母爲 tʰ-，韻腹爲-a-，韻尾爲-p，聲調爲入聲，對有四呼的方言來說，無介音的字屬於開口呼。
- 有的漢字的字音沒有韻尾，如上海話的「回」字，聲母爲 ɦ-，介音爲-u-，韻腹爲-e，聲調爲陽平。
- 有的漢字的字音韻腹和韻尾融爲一體，如南京話的陽聲字「混」，聲母爲 x-，介音爲-u-，韻腹和古鼻音韻尾合併爲鼻化元音-ə̃，聲調爲去聲。

竝不是所有漢語方言的字音結構都完整地包含了「聲、介、腹、尾、調」五個構成部分，比如粵語的音節結構中就沒有真正意義上的「介音」，其「開」「合」兩呼是用不同的聲母來區分的，而不是靠介音。又如，朝鮮語的漢字發音也可以被看成是一種漢語的方言音，但現代朝鮮語是沒有聲調的。另外，有的方言的音節結構要比這個五位的模式複雜，如福州話的「卓」字讀如[tauk]，韻腹爲-a-，韻尾卻是由/u/、/k/兩個音位構成的。
漢語音節結構示例（IPA注音）
| 方言   | 例字 | 聲母 | 介音 | 韻腹 | 韻尾 | 聲調 |
| ------ | ---- | ---- | ---- | ---- | ---- | ---- |
| 北京話 | 裝   | ʈʂ   | u    | a    | ŋ    | 陰平 |
| 梅州話 | 爵   | ts   | i    | ɔ    | k    | 入聲 |
| 廣府話 | 國   | kw   | -    | ɔ    | k    | 陰入 |
| 上海話 | 腳   | tɕ   | i    | a    | ʔ    | 入聲 |
| 南京話 | 混   | x    | u    | ə̃    | ə̃    | 去聲 |
| 朝鮮語 | 決   | k    | i    | ə    | l    | -    |